# Загинайлов, Сергей Геннадьевич
Серге́й Генна́дьевич Загина́йлов (укр. Сергій Геннадійович Загинайлов; род. 3 января 1991, Бровары, Киевская область) — украинский футболист, полузащитник

## Игровая карьера
Воспитанник броварского футбола. В 2008 году оказался «в Металлисте». За 5 сезонoв в дубле харьковчан сыграл 122 матча, в которых отличился 19 голами. Становился серебряным призёром молодёжного первенства Украины 2010/11 гг. Летом 2009 года в рамках розыгрыша Кубка Украины сыграл один матч за основную команду против бурштынского «Энергетика».
Весной 2013 года был отдан в аренду в соседний «Гелиос», за который провёл 10 матчей в первой лиге чемпионата Украины. Через полгода представители команды клуба не захотели продлевать аренду с футболистом, и его агенты нашли вариант продолжения карьеры в составе новичка первой лиги тернопольской «Нивы». Дебютный гол в первой лиге Загинайлов забил в ворота «Николаева» в матче второго тура.
Летом 2014 года у футболиста закончился контракт с «Металлистом», и он на правах свободного агента перешёл в «Николаев». В составе этого клуба в осенней части сезона 2014/15 провёл 17 игр, в которых забил 6 мячей. Становился лучшим бомбардиром команды, а также неоднократно попадал в сборые туров первой лиги по версиям украинских интернет-порталов. По версии портала Football.ua вошёл в сборную полугодия в первой лиге. Зимой Загинайлов решил уйти из финансово неблагополучного «Николаева».
В феврале 2015 года заключил контракт с лидером молдавского чемпионата кишинёвской «Дачией». В высшем дивизионе Молдавии дебютировал 5 апреля того же года в гостевом матче против бельцкой «Зари» (4:0), заменив на 73 минуте матча Славена Степановича. В июне 2016 года покинул «Дачию». В июле того же года стал игроком белорусского клуба «Торпедо-БелАЗ», но уже в конце 2016 года покинул команду.

## Достижения

### Командные
- Серебряный призёр чемпионата Молдавии (2): 2014/15, 2015/16
- Финалист Кубка Молдавии: 2014/15
- Серебряный призёр молодёжного первенства Украины: 2010/11